# Forest (Belgium)
Forest (franciául: fɔʁɛː) vagy Vorst (hollandul: ˈvɔrst) egyike a belgiumi, Brüsszel fővárosi régiót alkotó 19 alapfokú közigazgatási egységnek, községnek. 2010-ben lakossága 50 258 fő volt, területe 2,46 km², népsűrűsége 8041 fő/km².
A kerület legismertebb az itt található koncertteremről (franciául: Forest National, hollandul: Vorst Nationaal). Szintén a kerületben van egy börtön és az Audi egyik gyáregysége.

## Földrajzi elhelyezkedése
Forest kerület a Brüsszeli Régió földrajzi középpontjától délnyugatra található, szomszédai északnyugaton Anderlecht, északkeleten Saint-Gilles/Sint-Gillis, keleten Ixelles/Elsene, délkeleten Uccle/Ukkel, míg délnyugaton a Flamand-Brabant tartományhoz tartozó Drogenbos.

## Története

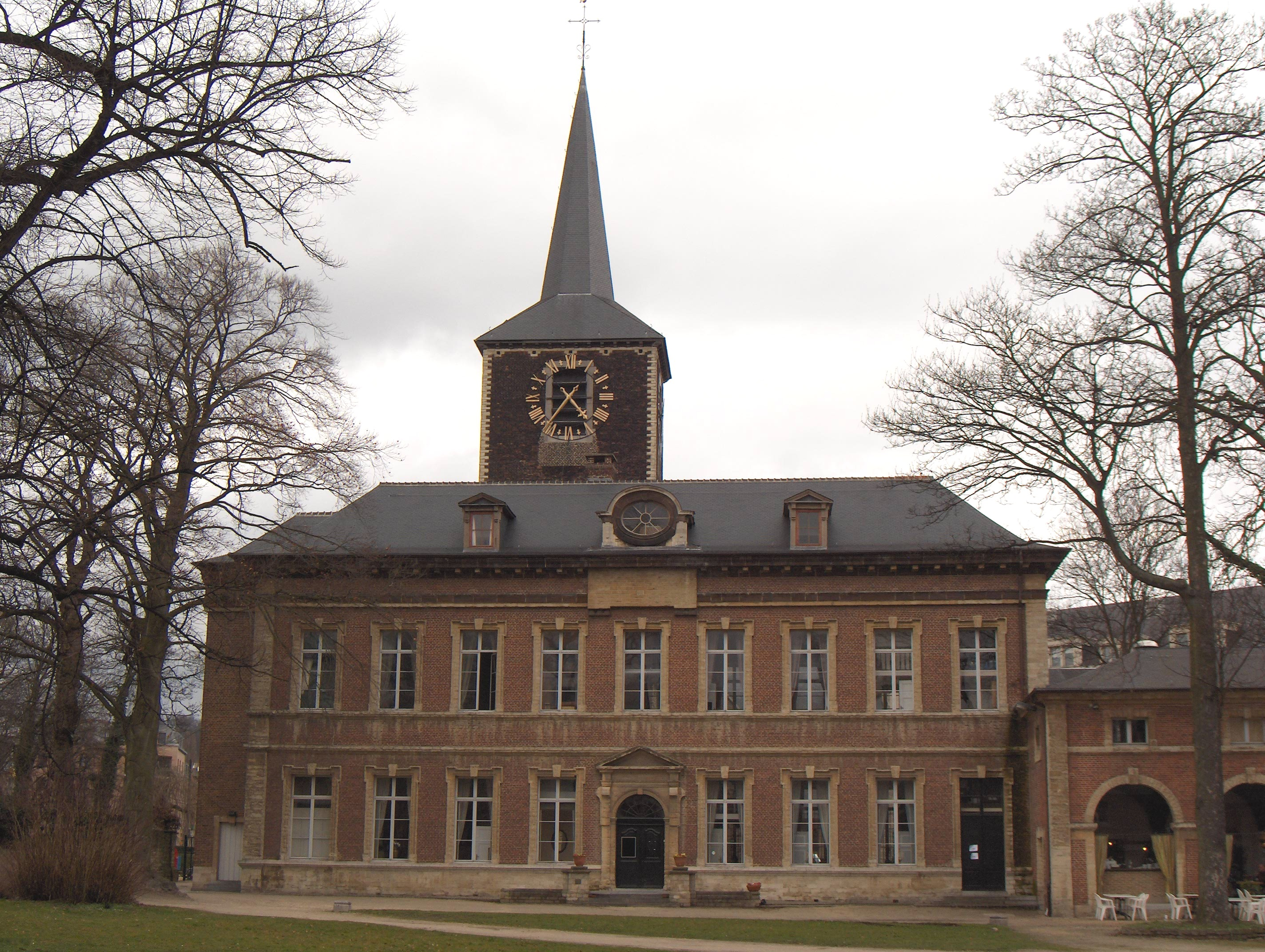
A Forest apátság

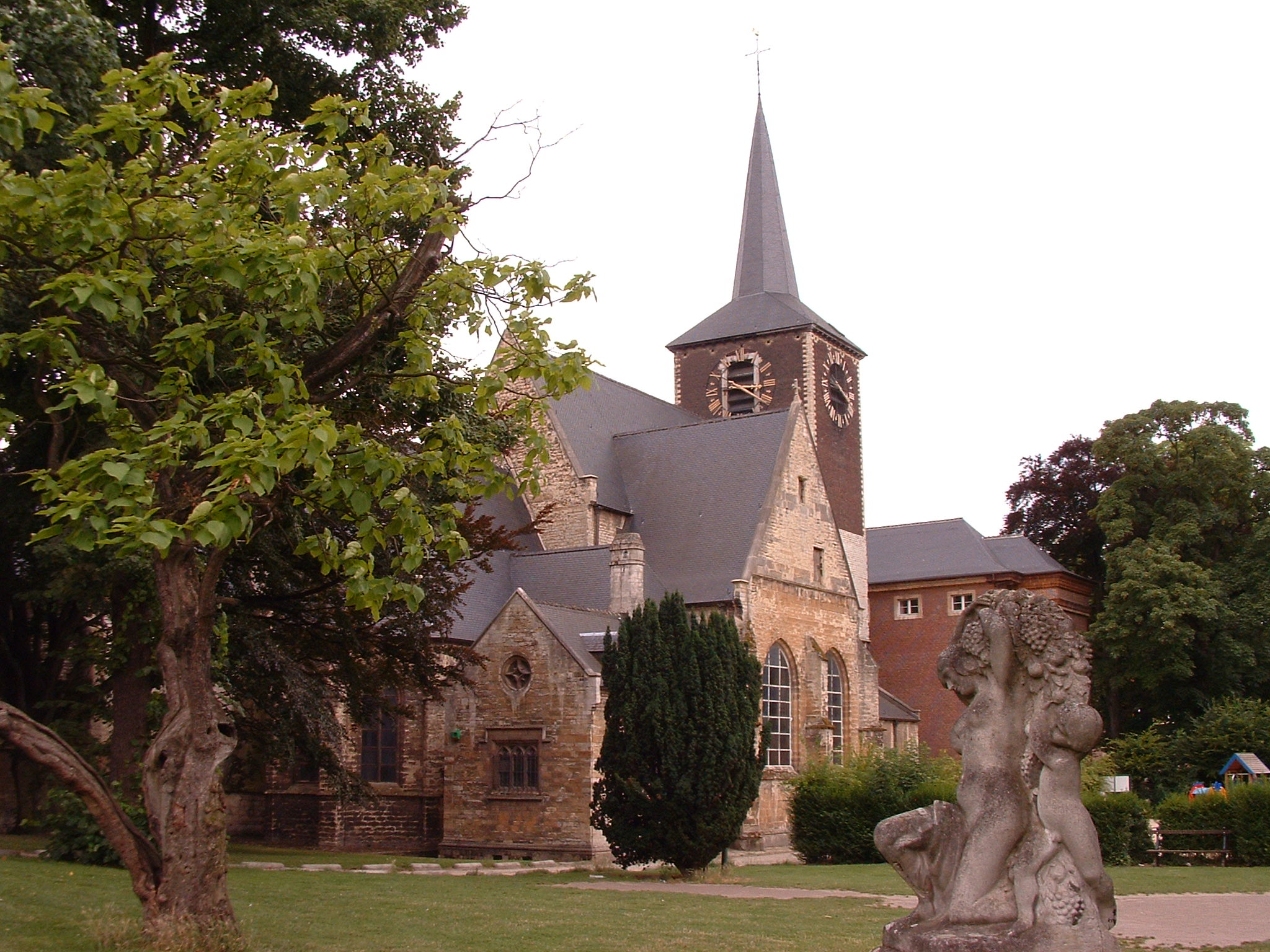
Szt. Dénes templom

A térség első lakói feltehetően a 7. század során építették első házaikat a Geleysbeek patak mentén, amely a Senne folyóba torkollik. A falu első templomát Szt. Dioniszosznak szentelték. A legenda szerint a 7. században élt helyi, keresztény hitre tért lányt apja katonái gyilkoltak meg, mert misét hallgatott a Dioniszosz templomban. Szent Aléna tisztelete azonban csak a 12. századtól terjedt el igazán. A szent sírja, amely a 12. századi szobrászat egyik jelentős emléke, ma is megtalálható a templom kápolnájában. A mai templom elődjét, a Szent Dénes templomot is kb. ekkor építették át román stílusban.
A falut 1105-ben Cambrai püspöke az affligemi apátságnak adományozta. Az affligemi apátság később egy női szerzetházat építettek az erdőben. Az első perjelt 1239-ben nevezték ki. A Szt. Dénes templomot ekkortájt gótikus stílusban átépítették. Az apátság templomát a 15. században építették fel.
Az apátság körül kialakult település a 18. század közepéig virágzott, azonban 1764-ben tűzvész pusztított az apátságban, számos épület és művészeti alkotás veszett el. Alig harminc évvel később, a francia forradalom után a vallási közösséget feloszlatták, a szerzeteseket és az apácákat elüldözték és az épületeket eladták. Forest önkormányzata 1964-ben szerezte vissza az apátság épületét és helyreállíttatta.

## Látnivalók
- A Forest apátság épületei
- Szt. Dénes templom
- Szt. Ágoston templom
- Forest National koncertcsarnok
- Az Art Deco stílusú városháza építését 1925-ben kezdték és 1938-ban avatták fel

### Események
- A Forest National koncertcsarnokban nemzetközileg ismert előadók, együttesen lépnek fel – ez Brüsszel első számú koncerthelysége[2]
- Az apátság területén minden év szeptemberében három napig középkori fesztivált tartanak, a látogatók középkori viseletben – lovag, pap, polgár – járkálnak és mutatványosok, tűznyelők szórakoztatják őket.A zenészek korabeli hangszereken adnak elő korabeli zenedarabokat, a szakácsok pedig rég elfeledett recepteket elevenítenek fel.

## Híres emberek
A kerületben született vagy élt:
- Stuart Merrill, amerikai költő (1863-1915)
- Jean Delville, szimbolista festő, író (1867-1953)
- Paul Vanden Boeynants, politikus, Belgium  miniszterelnöke (1919-2001)
- Raymond Goethals, labdarúgóedző (1921-2004)

## További képek

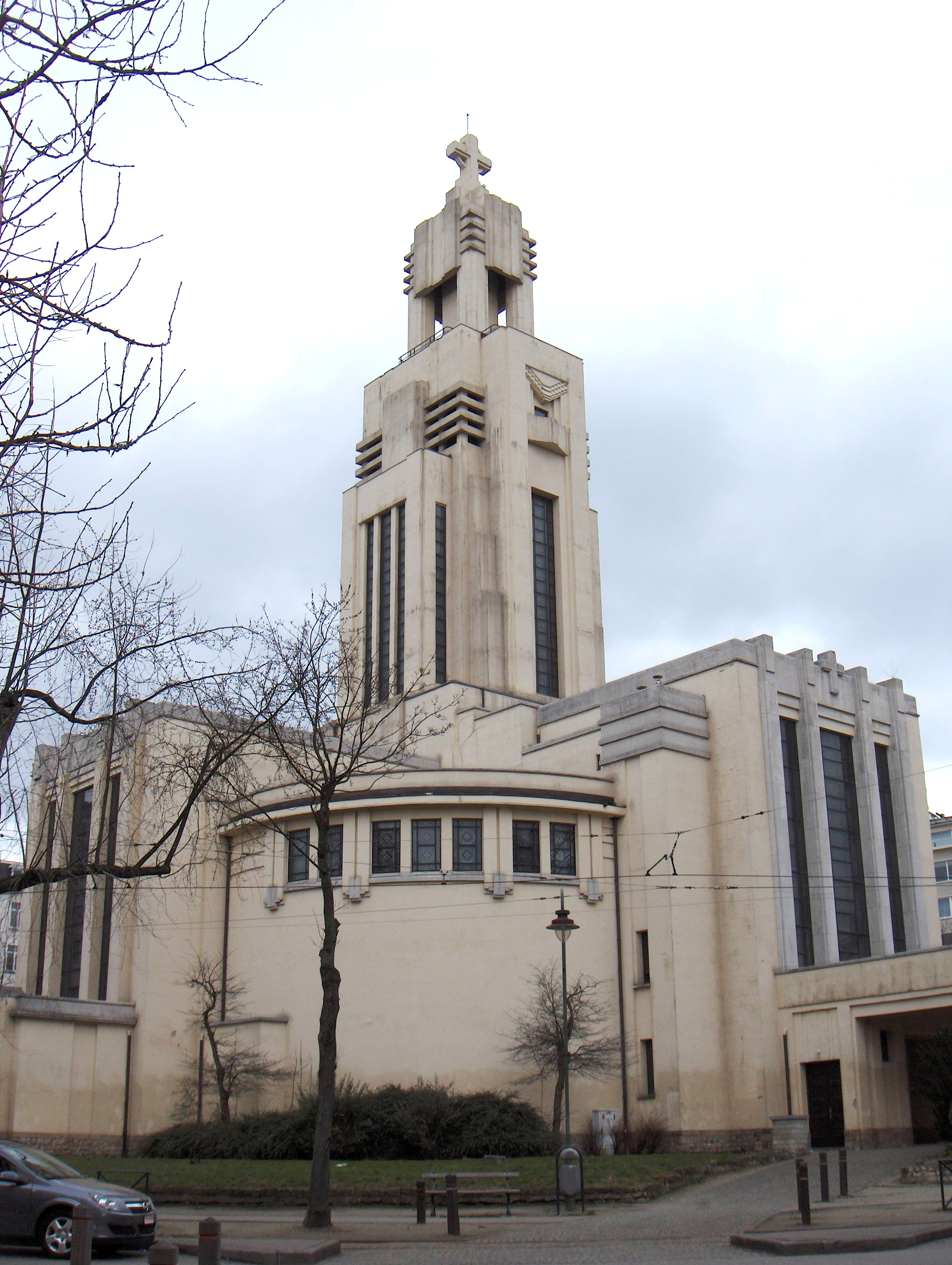
Szt. Ágoston templom
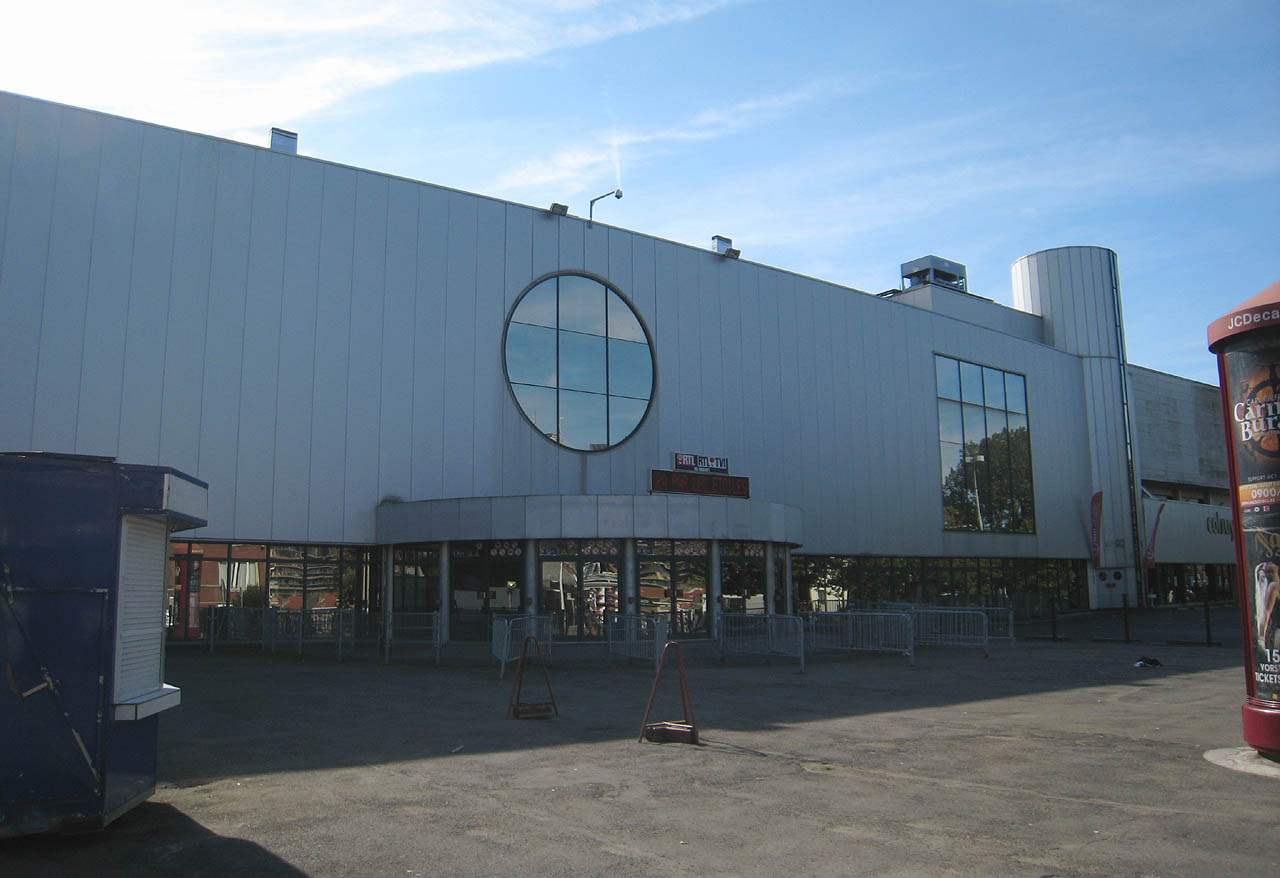
Forest National koncertterem
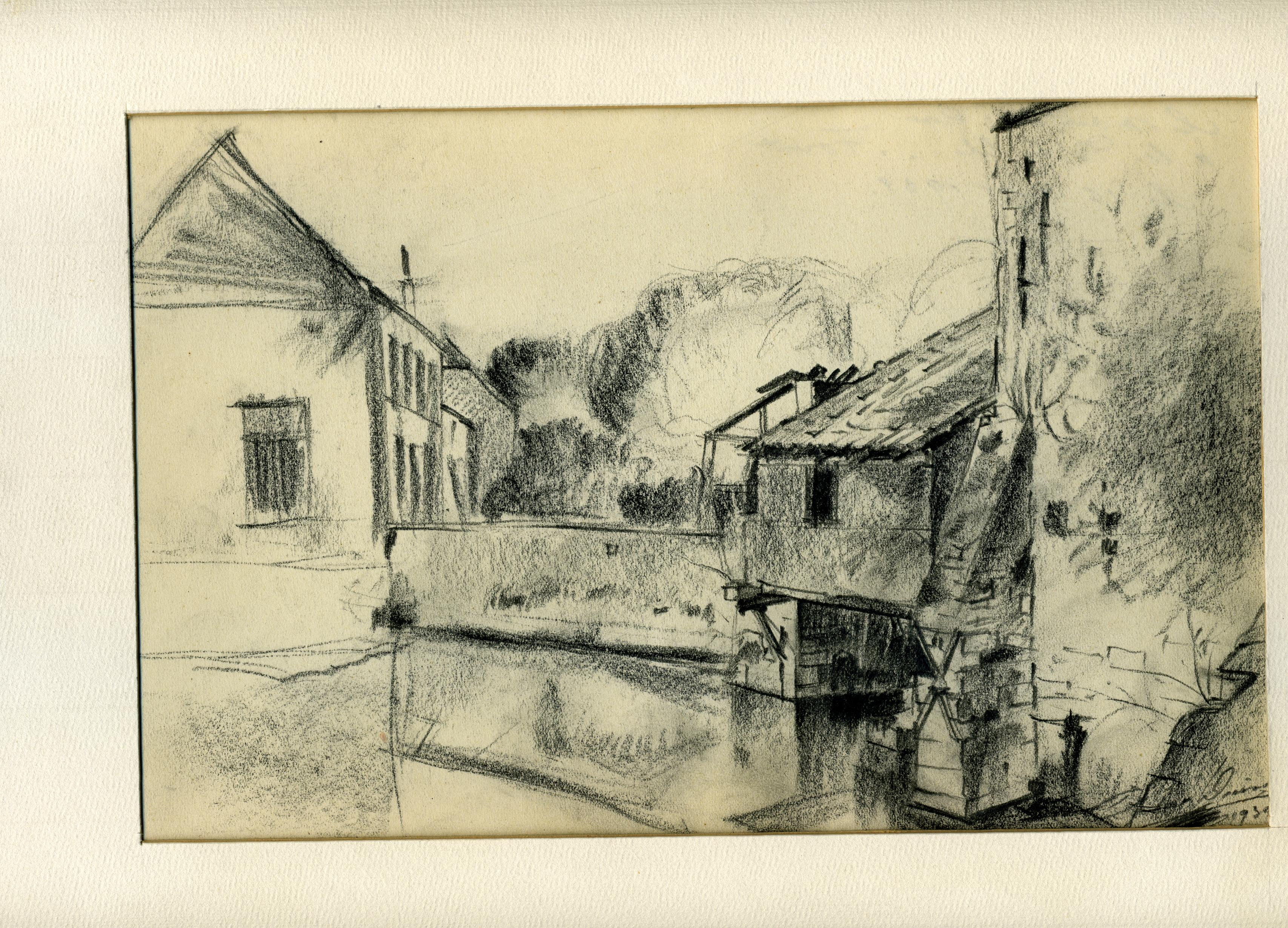
A régi malom épülete egy 1939-es rajzon
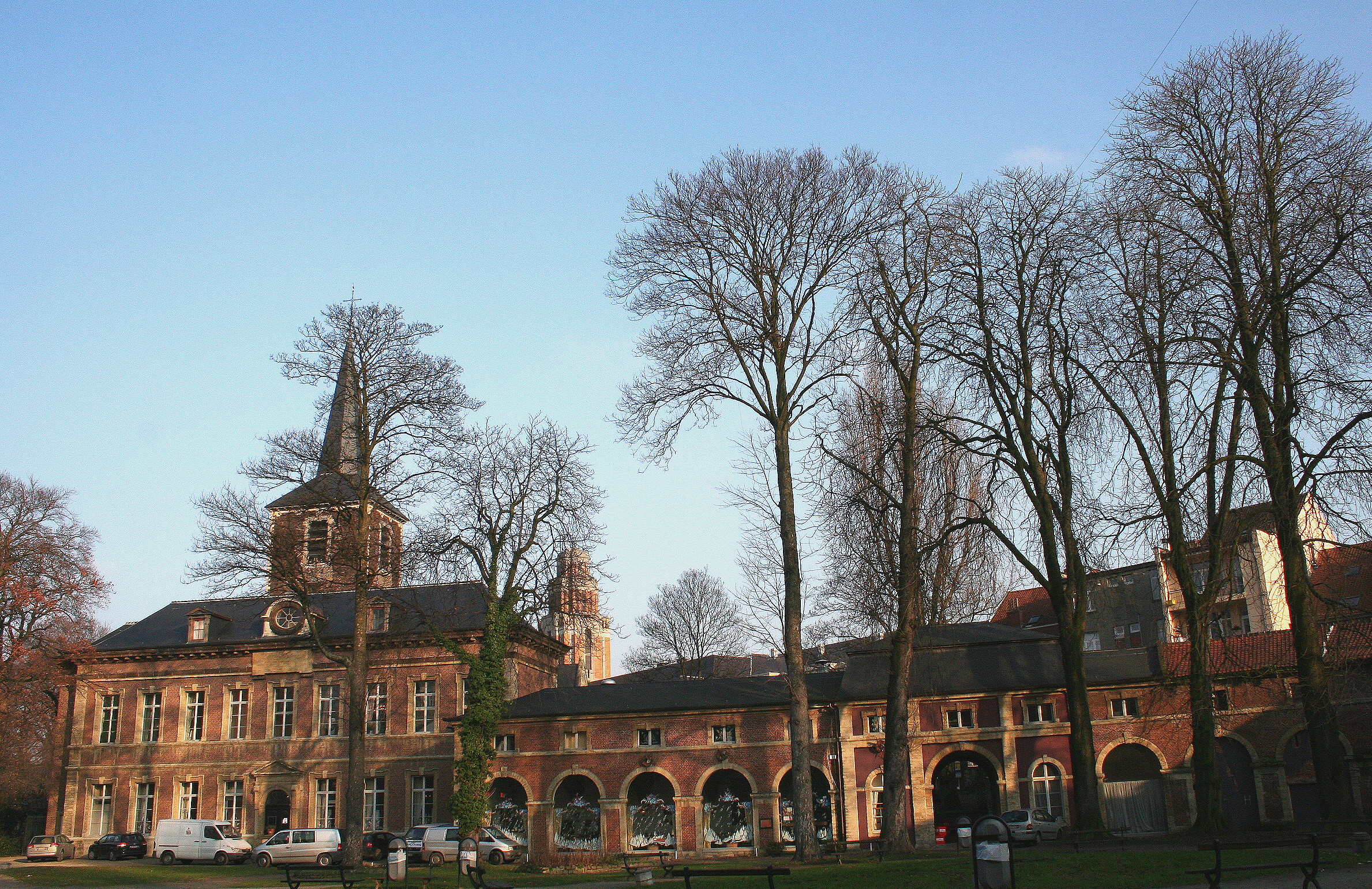
Az apátság épületegyüttese
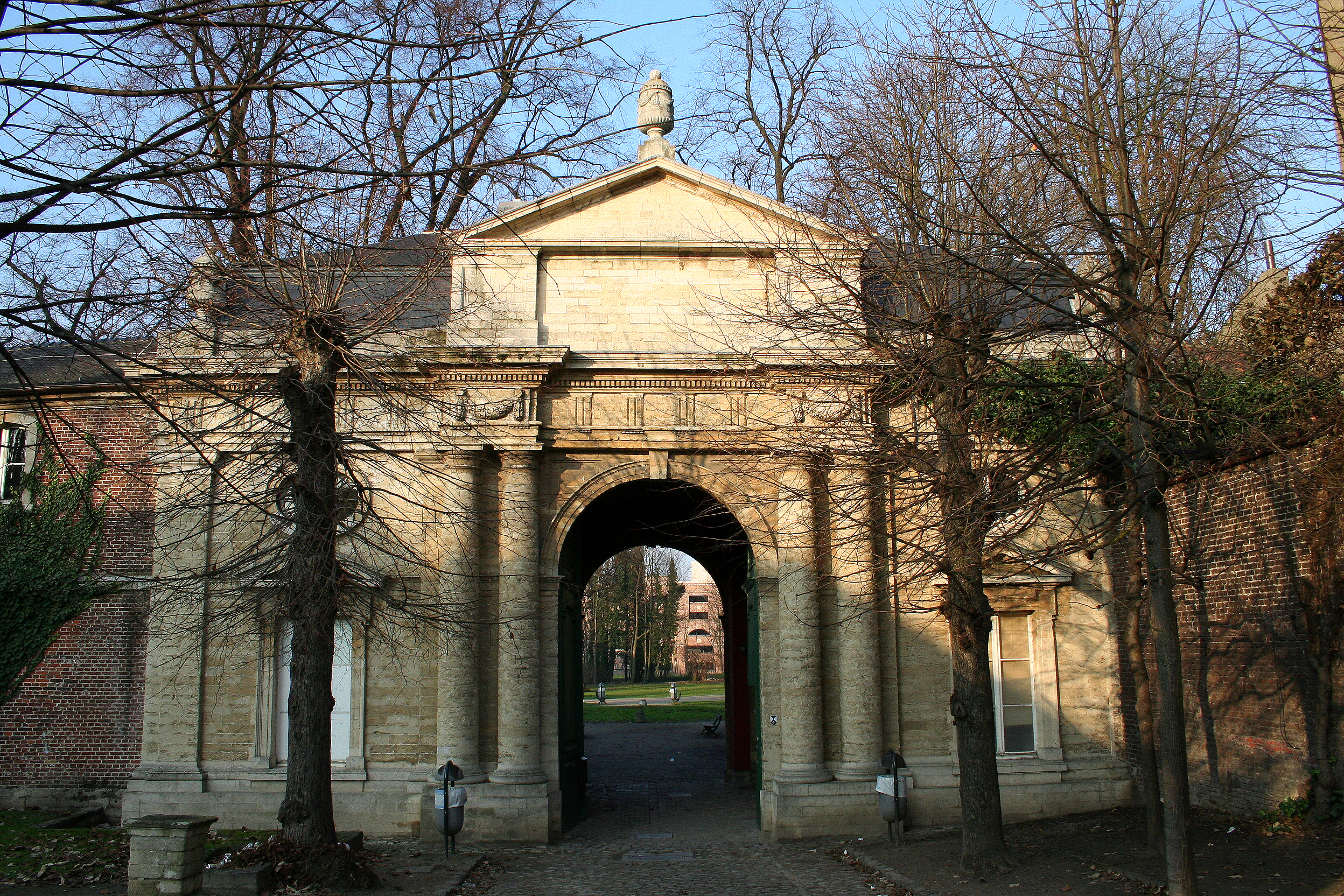
Az apátság kapuja
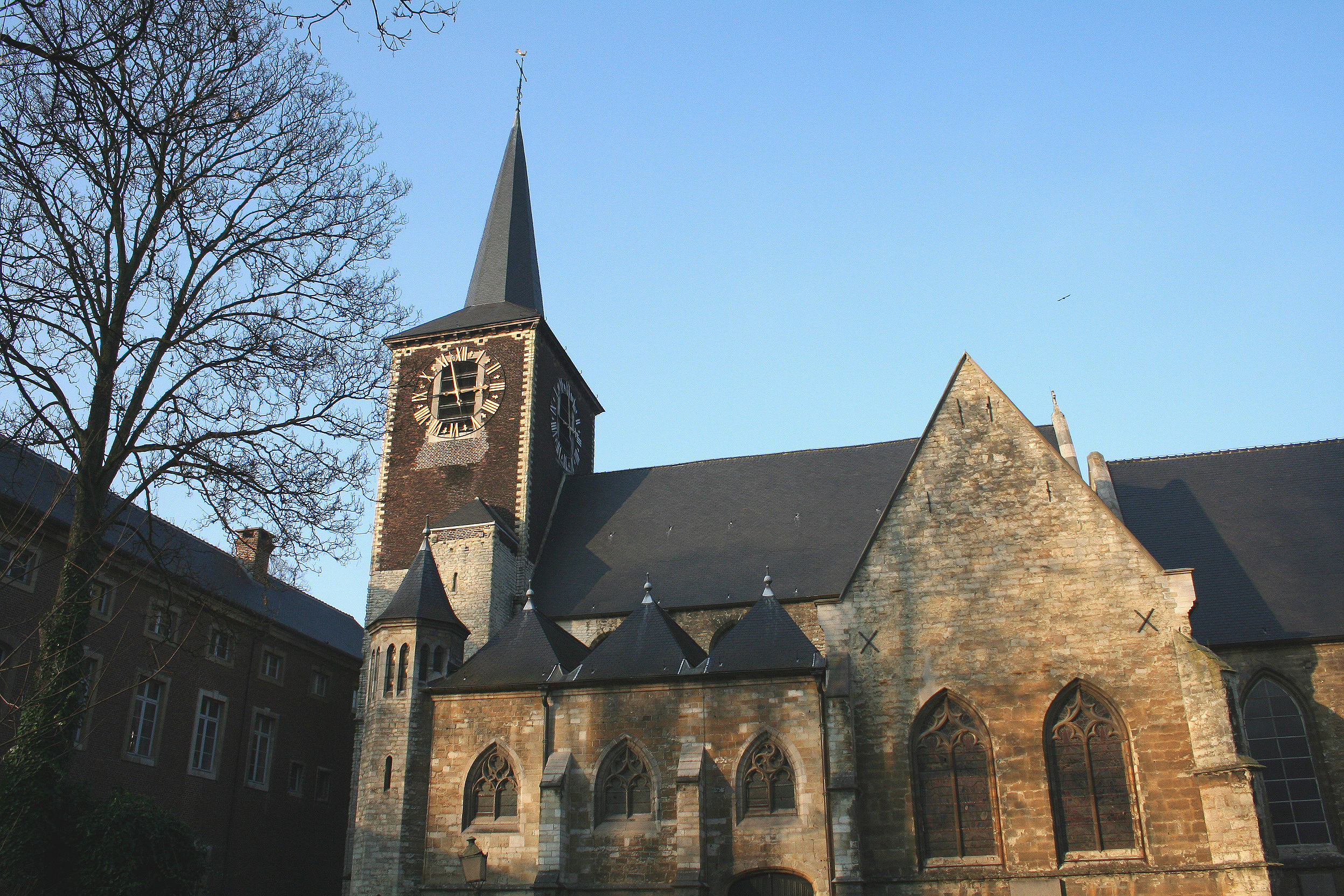
Szt. Dénes templom
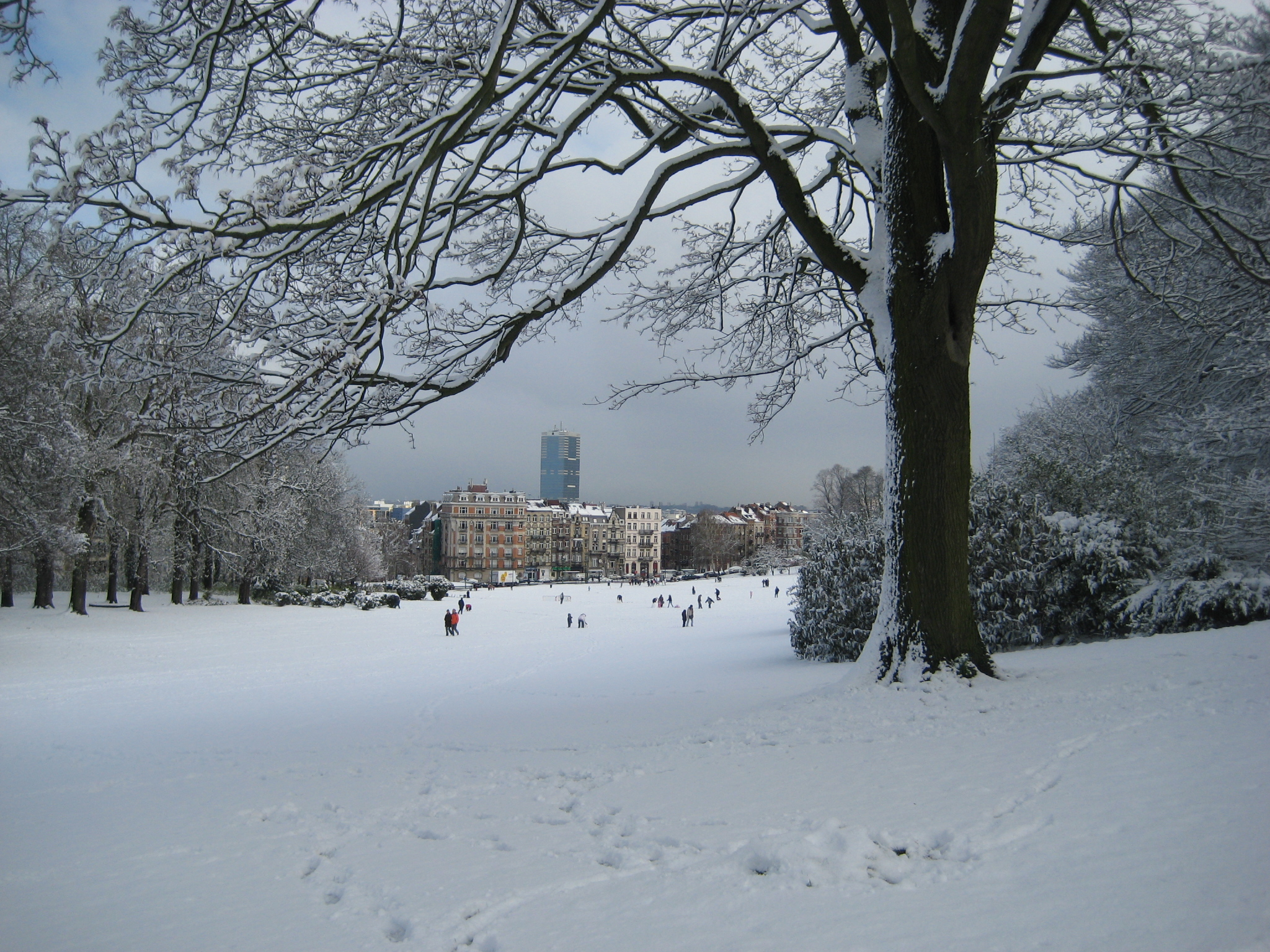
A Parc de Forest télen
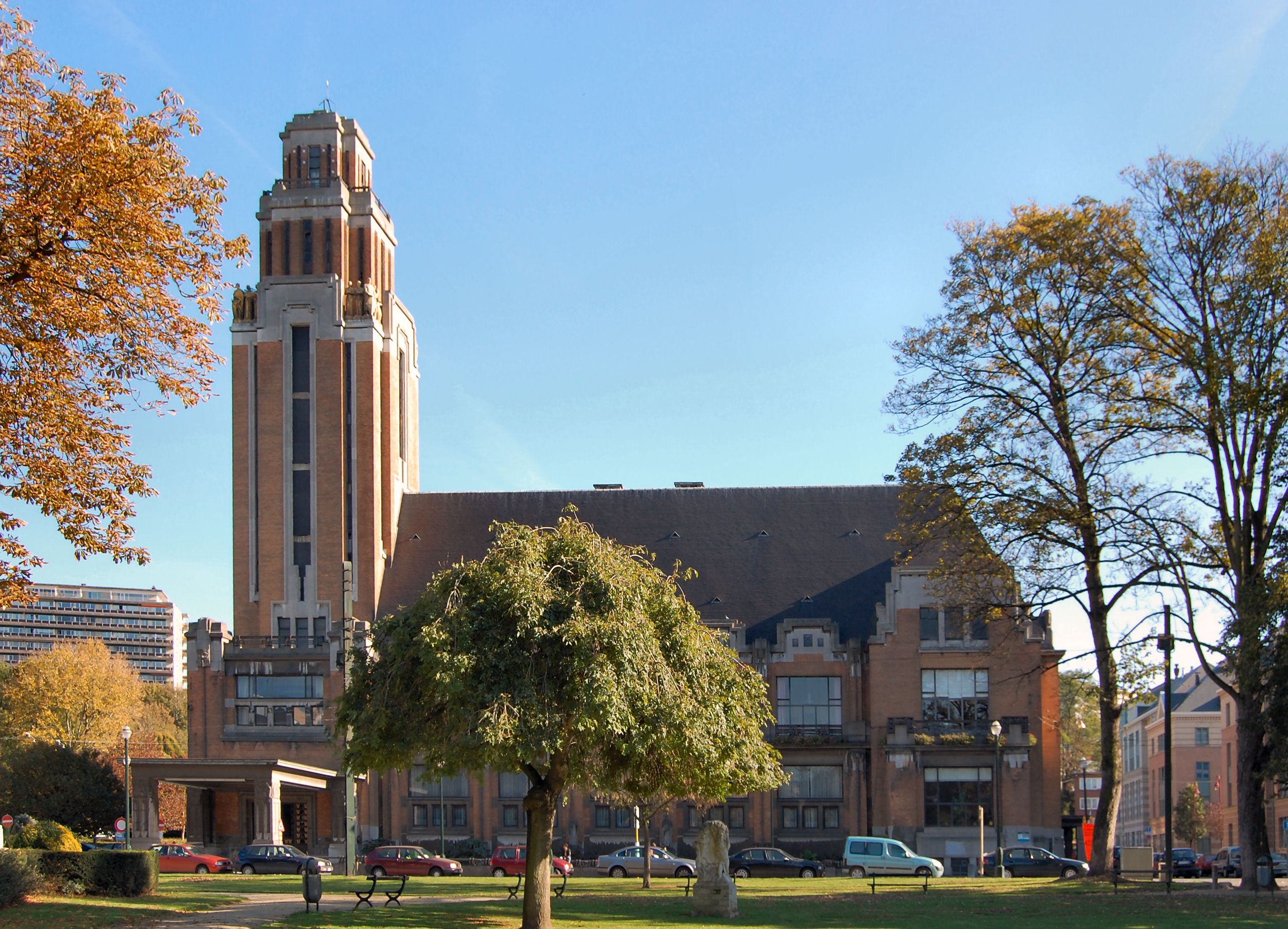
A városháza épületegyüttese
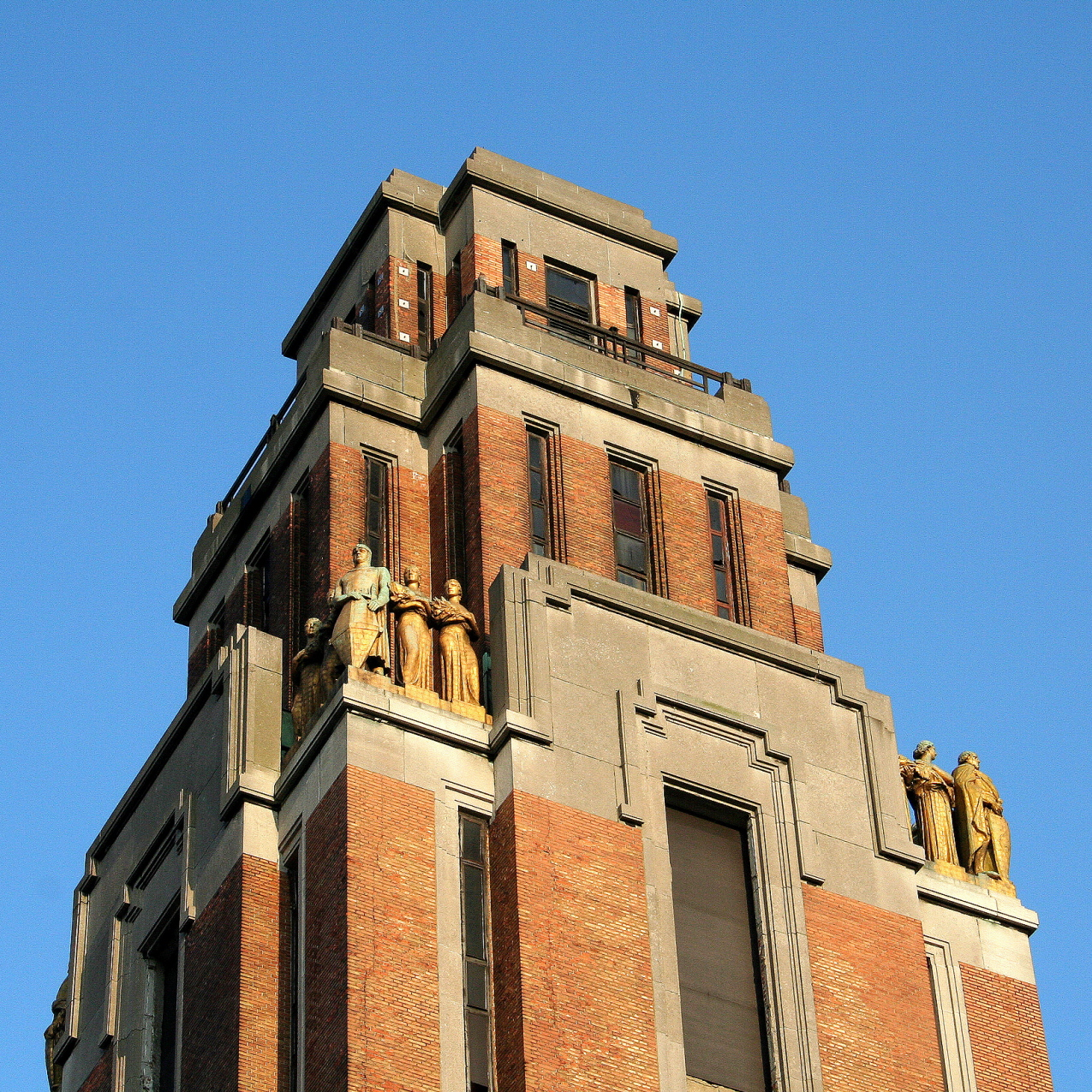
A városháza tornya
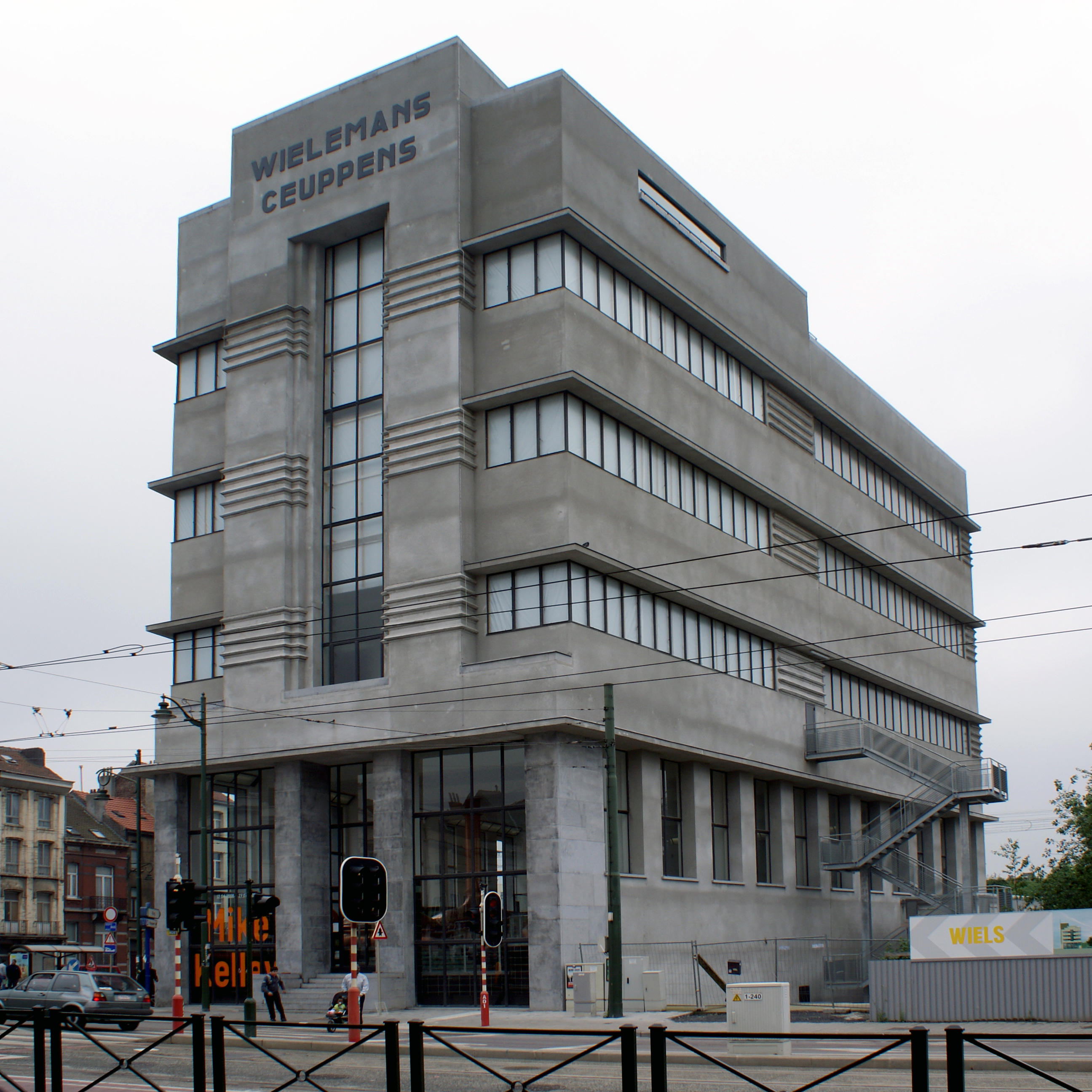
A régi Wielemans-Ceuppens sörfőzde épülete, ma művészeti központ működik itt
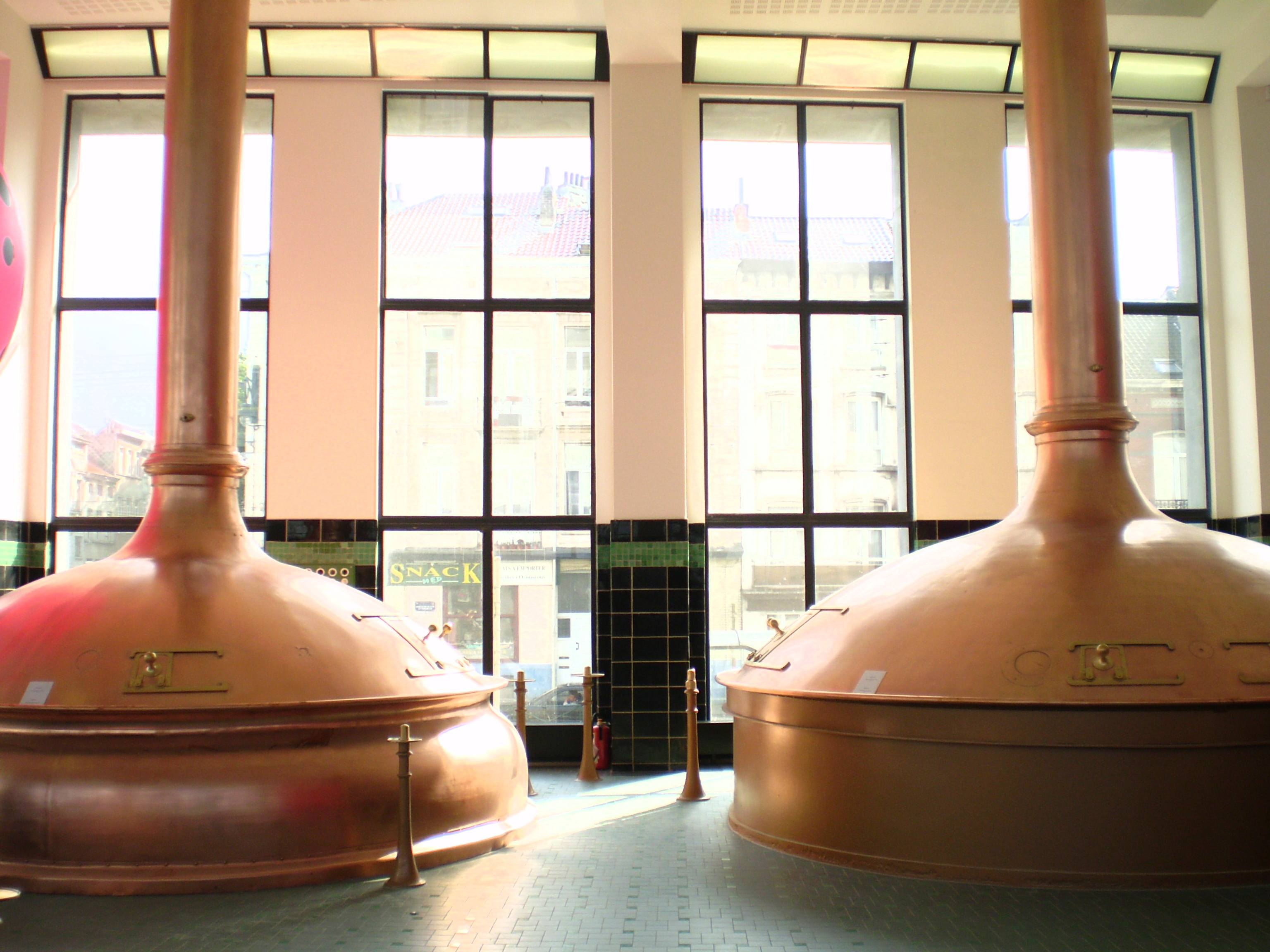
A régi sörfőzde megmaradt üstjei